# Joseph Rolin de Morel de Mons
Pour les articles homonymes, voir Maurel, Morel et Mons (homonymie).
 Joseph Rolin de Morel de Mons  (né le 20 avril 1715 à Aix-en-Provence et mort le 19 septembre 1783 à Avignon) est un ecclésiastique français qui fut  évêque de Viviers de 1748 à 1778.

## Biographie
Joseph Rolin de Morel de Mons, né à Aix, est issu d'une famille provençale. Il est le 2e fils de François Morel ou Maurel de Mons de Villeneuve (1679-1766) et de Charlotte de Joannis de Verclos et le petit neveu de Joseph Maurel de Chaffaut, évêque de Saint-Paul-Trois-Châteaux. Destiné à la vie ecclésiastique, il devient prêtre, chanoine de Viviers et vicaire général de son parent l'évêque François Renaud de Villeneuve qui en fait son vicaire général et obtient qu'il lui succède lorsqu'il est transféré à Montpellier. Il est confirmé le 16 septembre et consacré par son prédécesseur en octobre suivant dans la chapelle du séminaire de Saint-Sulpice. Il prend immédiatement possession de son diocèse et des titres de « Prince de Donzère » et de seigneur de Saint-Andéol. Il intervient plusieurs fois en faveur des Jésuites entre 1761 et 1765 et en 1768 il est présent aux États de la province. Il se démet en 1778 après trente années d'épiscopat et se retire à Avignon où il meurt le 19 septembre 1783.